# Diana Myriam Jones
 Diana Myriam Jones  es una actriz que nació en Argentina en la década de 1940 y que fue una precoz intérprete infantil de cine y televisión que abandonó en 1956 su carrera artística y unos años después trabajaba como contadora.

## Carrera artística
Actriz infantil de grandes condiciones a la que llamó “la Shirley Temple argentina” que debutó dirigida por Luis César Amadori en La de los ojos color del tiempo, interpretando al hijo del personaje de  Carlos Thompson.También fue la hija de María Félix en La pasión desnuda (1953)  y la hermana de Lolita Torres en Un novio para Laura (1955). Trabajó en el docudrama de publicidad peronista Soñemos (1951), por el que fue galardonada con una mención especial por la Academia de Artes y Ciencias Cinematográficas de la Argentina. Con su rol coprotagónico en Prohibido para menores (1956) finalizó su carrera artística.
En televisión actuó en 1953 en el ciclo para niños Las muñequitas de la tarde con su muñeca-estrella Linda Miranda y en Miriam la pequeña preguntona en 1956.

## Filmografía
Actriz
- Prohibido para menores (1956)
- Un novio para Laura (1955)
- Muerte civil (1954) ...Ángela
- La pasión desnuda (1953)
- Mi mujer está loca (1952)
- La de los ojos color del tiempo (1952)
- Soñemos (1951)
- Me casé con una estrella (1951)
- Cosas de mujer (1951)